# シャーリー・クランプ
シャーリー・ナターシャ・クランプ（Shirley Natasja Clamp、1973年2月17日 - ）は、ボロース出身のスウェーデンの歌手。

## 略歴
- 2001年、ユーロビジョン・ソング・コンテストで "Die for you" のバックコーラスで歌い3位に終わった。
- 2003年、最初のソロで "Mr. Memory"という曲でユーロビジョン・ソング・コンテストのスウェーデン地区準決勝（メロディーフェスティバーレン）に参加したが、6位に終わった。
- 2004年、"Min kärlek"という曲でメロディーフェスティバーレンの決勝で2位になった。
- 2005年、"Att älska dig"という曲でメロディーフェスティバーレンに参加したが、決勝で4位に終わった。

## 主な代表作
- Mr. Memory (2003)
- Jag fick låna en ängel (1990)
- Min kärlek (2004)
- Den långsamma blomman (2004)
- Eviga längtan (2004)
- För den som älskar (2004)
- Att älska dig (2005)
- Mina minnen (2005)
- Lever mina drömmar (2005)
- När kärleken föds (2006)

## リンク
- ShirleyClamp.com